# Entre chien et loup (film, 1945)
Pour les articles homonymes, voir Entre chien et loup.
Pour plus de détails, voir Fiche technique et Distribution.
Entre chien et loup (Wild and Wolfy) est le 3e court métrage d'animation de la série américaine Droopy réalisé par Tex Avery et sorti le 3 novembre 1945. C'est l'un des six dessins animés dans lesquels Droopy était associé à un loup comme partenaire. C'est l'un des rares dessins animés de la série où Bill Thompson n'a pas joué Droopy, à la place Tex Avery lui-même a fourni la voix,,.

## Synopsis
Dans ce dessin animé sur le thème de l'ouest, le grand méchant loup, jouant un criminel de cow-boy appelé "Joe" Wolf dans ce dessin animé, kidnappe la chanteuse cow-girl, Red (joué par Red Hot de Red Hot Riding Hood) du Rig-R-Mortis saloon, où leur devise est "Entrez et soyez raide". Droopy et une bande de cow-boys le suivent obstinément partout dans les Grandes Plaines (principalement Droopy), mais le loup est loin devant. Cependant, comme dans les dessins animés précédents, Droopy apparaît dans des endroits auxquels le loup ne s'attend pas, le forçant à appeler le serveur pour éloigner Droopy de lui.
Enfin, dans sa cachette, le loup, pensant que Red est sous un drap, le soulève et embrasse Droopy qui se trouvait être en dessous et assis sur une pile de livres. Désespéré, le loup lui demande qui il est et pourquoi il a continué à le suivre tout au long du dessin animé. Droopy répond: "Pourquoi, n'as-tu pas entendu? Je suis le héros", et assomme rapidement le loup. Il demande au serveur d'emmener le loup en prison. Après avoir reçu un baiser "My Hero" de Red, Droopy devient fou et kidnappe Red lui-même.

## Fiche technique
Casting vocal
- Tex Avery - Droopy, Joe Wolf (quelques lignes), le cheval [2],[3],[4]
- Patrick McGeehan (en) - Joe Wolf, clients du bar
- Frank Graham - Joe Wolf (hurlement; réutilisé de Red Hot Riding Hood), annonceur de la course[4]
- Sara Berner et Ann Pickard - Red[5],[4]